# Lilli Schweiger
Lilli Camille Schweiger (* 17. Juli 1998 in Berlin) ist eine deutsche Schauspielerin. Sie ist die Tochter von Til und Dana Schweiger. Ihre Schwestern Luna und Emma sind ebenfalls Schauspielerinnen.

## Leben
Lilli Schweiger wurde 1998 in Berlin geboren. 2007 spielte sie, wie ihre Geschwister, in einer kleinen Nebenrolle im Film Keinohrhasen mit. 2009 war sie auch in einer Szene in der Fortsetzung Zweiohrküken zu sehen. 2011 moderierte sie mit ihren beiden Schwestern die Tiersendung Die Pfotenbande.
Erstmals als Schauspielerin in größeren Rollen sah man Schweiger 2018 in den Kinofilmen Hot Dog und Klassentreffen 1.0 sowie 2020 dessen Fortsetzung Die Hochzeit.
Im August 2020 begann sie neben ihrer Tätigkeit als Schauspielerin eine Ausbildung zur Tischlerin, die sie 2024 erfolgreich abschloss.
Am 7. Juni 2025 trat sie gemeinsam mit ihrer Schwester Luna in der 95. Ausgabe des Formats Schlag den Star gegen Davina und Shania Geiss, die Töchter von Carmen und Robert Geiss, an. Das Duell konnten die Geiss-Schwestern für sich entscheiden.

## Filmografie

### Kinofilme
- 2007: Keinohrhasen
- 2009: Zweiohrküken
- 2011–2012: Die Pfotenbande (Fernsehserie, 5 Episoden)
- 2018: Hot Dog
- 2018: Klassentreffen 1.0
- 2020: Die Hochzeit

### Fernsehshow-Gastauftritte
- 2025: Schlag den Star (ProSieben)